# مصطفى أرسلانوفيتش
مصطفى أرسلانوفيتش مواليد 24 فبراير 1960 في نوفي غراد، جمهورية يوغوسلافيا الاشتراكية الاتحادية، هو لاعب كرة قدم بوسني سابق كان يلعب كمدافع.

## المسيرة الاحترافية

### أندية لعب لها
- نادي دينامو زغرب
- نادي زغرب
- نادي أسكولي
- نادي بونر

## روابط خارجية
- مصطفى أرسلانوفيتش على موقع قاعدة بيانات كرة القدم.إي يو (الإنجليزية)
- مصطفى أرسلانوفيتش على موقع ناشيونال فوتبول تيمز (الإنجليزية)